# Ante Sundin
Anders (Ante) Petter Sundin, född 28 april 1863 i Stöde, död 27 maj 1947 i Tuna, var en svensk skräddare och spelman på fiol från Medelpad.
Sundin var född i Stöde, men bosatte sig senare i Lyngsten i Attmar. Han började som sjuåring spela dragspel men bytte senare till fiol. Både hans far, Olof Petter Andersson, och farfar, skräddaren Anders Rudin (Ryssmo Ante) var spelmän. Han blev vid 16 års ålder elev till den i orten kände spelmannen Larshöga Jonke (Jon Abraham Andersson) från Fanbyn i Stöde som bland annat spelade på Sundins föräldrars bröllop 1861. Både farfadern Ryssmo Ante och Larshöga Jonke hade haft samma läromästare, Spel Jöns från Stöde, och den mesta av Sundins repertoar kom således från Larshöga Jonke efter Spel Jöns, samt efter spelmännen Per Mårtensson Grafström och Grels Jönsson i Rännö.
Enligt biografin i Svenska låtar (1928) besatt Sundin en stor teknisk färdighet och hade ett lätt och flytande spelsätt. Han spelade gärna i högre lägen trots att låten lättare kunde utföras i vanligt läge. Sundin uppgav själv att detta var för att förvilla andra spelmän, så att de inte skulle försöka lära sig hans låtar.
Sundin var gift med Brita Kajsa Lindqvist (född 1870 i Tuna) efter vilken två vallåtar, en kolock och en getlock, finns upptecknade.
Fyra inspelningar av Sundin från en uppteckning i december 1935 finns utgivna på CD-utgåvan av skivan Spelmanslåtar från Medelpad (2001) i serien Sonet Folk Series. En av hans egna polskor (SvL 175) finns inspelad av Jan Johansson på dennes Jazz på svenska under titeln Polska från Medelpad. Sundin komponerade denna vid 22 års ålder när han fullgjorde värnplikt i Sånga i Ångermanland. Han hade inte med sig någon fiol, men hans kamrater samlade in pengar till en ny fiol åt honom. En annan polska efter Larshöga Jonke (SvL 196) finns inspelad av Draupner under namnet Ante Sundin och utgör första spåret deras första album Draupner (2001). Denna inspelning användes bland annat i en reklamfilm från 2002 för Bregott.